# ユッタ・フォン・メクレンブルク＝シュトレーリッツ
ユッタ・フォン・メクレンブルク＝シュトレーリッツ （ドイツ語:Jutta Herzogin zu Mecklenburg-Strelitz、1880年1月24日 - 1946年2月17日）は、モンテネグロ王太子ダニーロの妃。モンテネグロ名ミリツァ（Militza）。
ドイツ語の全名は、アウグステ・シャルロッテ・ユッタ・アレクサンドラ・ゲオルギーネ・アドルフィーネ（Auguste Charlotte Jutta Alexandra Georgine Adolfine）。

## 生涯
メクレンブルク＝シュトレーリッツ大公アドルフ・フリードリヒ5世とその妃でアンハルト公フリードリヒ1世の娘であるエリーザベトの間の次女として、ノイシュトレーリッツで生まれた。姉マリーと同様、両親との接触は少なく、主に乳母と家庭教師に養育された。
ドイツ皇帝ヴィルヘルム2世の政略により、モンテネグロ王太子ダニーロとの婚約が整えられた。バール到着後にユッタは正教に改宗した。首都ツェティニェまでの道のりを案内したのは、未来の義理の弟であるイタリア王子ヴィットーリオ・エマヌエーレ（のちのヴィットーリオ・エマヌエーレ3世）であった。1899年にダニーロと結婚する。しかし夫妻に子供は生まれなかった。
第一次世界大戦中、モンテネグロはユッタの故国を含む中央同盟国側と戦った。ドイツ出身の妃がいることなどお構いなしに、オーストリア軍の爆撃機はバールに滞在中のユッタの別荘を標的にしさえした。戦後、国土をセルブ＝クロアート＝スロヴェーヌ王国へ併合され、モンテネグロ王家はフランスに亡命政府を樹立した。1921年3月、義父ニコラ1世が亡くなり、夫ダニーロが即位を宣言するが、わずか1週間後に甥にあたるミハイロ（ダニーロの弟ミルコ王子の子）へ譲位した。
夫妻は主にフランスに暮らし、1939年にダニーロに先立たれると、ユッタは義弟ヴィットーリオ・エマヌエーレ3世の庇護を受けてイタリアで暮らした。